# Liste der Bildstöcke und Wegkreuze im Landkreis Sächsische Schweiz-Osterzgebirge
Die Bildstöcke und Wegkreuze im Landkreis Sächsische Schweiz-Osterzgebirge in Sachsen stammen meist aus vorreformatorischer Zeit. In der katholisch-sorbischen Region der Oberlausitz sind viele religiöse Kleindenkmale (meist aus dem 17. bis 20. Jahrhundert) erhalten geblieben, während in den übrigen Teilen Sachsens nur noch wenige Objekte existieren. 
Aufgezählt werden auch Heiligenfiguren, sofern sie den Charakter von Bildstöcken haben, also auf eigenen Sockeln im Gelände und nicht in Fassadennischen an Gebäuden aufgestellt sind.

## Erläuterungen zur Liste
Die Liste ist teilweise sortierbar.
- Ort: Ortsteil (Gemeinde)
- Lage: Adresse bzw. Koordinaten
- Art und Alter: BS, WK oder BT, Jahr der Errichtung

BS = Bildstock, Betsäule oder Martersäule
WK = Wegkreuz, Feldkreuz oder Flurkreuz
BT = Bildtafel (in einer Wand eingemauert)
- Bemerkungen: Angaben zum Kulturdenkmal

## Liste der Bildstöcke und Wegkreuze
| Bild | Ort                                    | Lage                                               | Art und Alter | Bemerkungen                                                               |
| ---- | -------------------------------------- | -------------------------------------------------- | ------------- | ------------------------------------------------------------------------- |
|      | Babisnau (Kreischa)                    | Bärenklauser Str. 4                                | BT            | in der Hofmauer                                                           |
|      | Bannewitz                              | am Kirchplatz                                      | BS            |                                                                           |
|      | Berggießhübel                          | an der Straße von Pirna nach Berggießhübel         | BT            | bei den Zehistaer Wänden                                                  |
|      | Burgk (Freital)                        | Schloss Burgk                                      | BS            | im Schlosspark                                                            |
|      | Dippoldiswalde                         | am Niedertorplatz                                  | BS            |                                                                           |
|      | Dippoldiswalde                         | am Kirchplatz                                      | BS            |                                                                           |
|      | Dippoldiswalde                         | Weißeritzstr., Ecke Gr.Mühlstr.                    | BS            |                                                                           |
|      | Dohna                                  | an der Stadtkirche                                 | BS            | vor dem Chor der Kirche                                                   |
|      | Dohna                                  | an der Stadtkirche                                 | BS            | am Südportal                                                              |
|      | Heidenau                               | B172                                               | BS            | Ecke August-Bebel-Str.                                                    |
|      | Höckendorf                             | Dorfhainer Str., Abzweig Kirchweg                  | BS            | „Thelersäule“                                                             |
|      | Höckendorf                             | Kirchweg, oberhalb des Stieflitzgrunds             | BS            | „Thelersäule“                                                             |
|      | Kleingießhübel (Reinhardtsdorf-Schöna) | Alte Teplitzer Str.                                | BS            | bei „Kreusels Eiche“ unterhalb des Gr. Zschirnstein (ehem. Betsäulenkopf) |
|      | Lauterbach (Stolpen)                   | Dorfstr.                                           | BS            | Ostersäule                                                                |
|      | Liebstadt                              | Straße Seitenhain-Berthelsdorf                     | BS            | „Weiße Marter“                                                            |
|      | Obercunnersdorf (Höckendorf)           | Abzweig der Alten Str. (Kirchweg) von der Dorfstr. | BS            | „Thelersäule“ (Bildstock auf einer alten Wegsäule)                        |
|      | Oelsa (Rabenau)                        | Ortsausgang Neuoelsa                               | BS            | Straße nach Seifersdorf                                                   |
|      | Oelsen                                 | Dorfstr.                                           | BS            | im Ort (ehem. Betsäulenkopf)                                              |
|      | Paulsdorf (Dippoldiswalde)             | Talsperrenstr., Ecke Thomas-Müntzer-Str.           | BS            |                                                                           |
|      | Paulsdorf (Dippoldiswalde)             | Thomas-Müntzer-Str., Ecke Seifenstr.               | BS            |                                                                           |
|      | Pirna                                  | Braudenstr. an der Elbe                            | BS            | Tetzelsäule oder „Welsche Marter“                                         |
|      | Pirna                                  | Dippoldiswalder Str., Ecke Postweg                 | BS            |                                                                           |
|      | Quohren (Kreischa)                     | Talstr.                                            | BS            |                                                                           |
|      | Reichstädt (Dippoldiswalde)            | am Chor der Kirche                                 | BT            |                                                                           |
|      | Rippien (Bannewitz)                    | gegenüber Pirnaer Str. 20                          | BS            |                                                                           |
|      | Rippien (Bannewitz)                    | Sommerschuhstr. 1                                  | BT            |                                                                           |
|      | Ruppendorf (Höckendorf)                | Freiberger Str., Ecke Dippoldiswalder Str.         | BS            |                                                                           |
|      | Sadisdorf                              | in der Kirche                                      | BS            |                                                                           |